# Dido (cầu thủ bóng đá)
Edson Silva, được biết nhiều với biệt danh Dido (sinh 27 tháng 6 năm 1962), là một cựu cầu thủ bóng đá và huấn luyện viên Brasil, từng thi đấu cho các câu lạc bộ ở Giải vô địch bóng đá Brasil như Flamengo và Santos. Ông có cả hộ chiếu Hà Lan .

## Sự nghiệp thi đấu
Dido chơi ở vị trí tiền vệ  cho Flamengo và Santos. Khoác áo Santos, ông từng thi đấu hai trận tại giải vô địch quốc gia Brasil năm 1984. Ông cũng từng thi đấu tại Israel  cho câu lạc bộ Beitar Jerusalem,. Tại đây Dido giải nghệ vào năm 1996, và bắt đầu sự nghiệp huấn luyện  với vai trò huấn luyện viên trưởng câu lạc bộ Maccabi Holon .

## Sự nghiệp huấn luyện
Ông làm huấn luyện viên đội tuyển Việt Nam trong giai đoạn 2001-02 . Sau đó ông huấn luyện đội tuyển Đài Loan năm 2005, rồi đến cuối năm 2008 ký hợp đồng huấn luyện Bangladesh. Tuy nhiên hợp đồng chỉ kéo dài chưa đầy một năm, đến 10 tháng 11 năm 2009 thì kết thúc, trước giải Cúp SAFF .